# ديرك زيليجر
ديرك زيليجر Dirk Seliger (ولد في 1970 في زونيبرج) هو أديب وشاعر فابلات ورسام كتبي ألماني.

## حياته
درس زيليجر اللغة الألمانية وآدابها والفن في إرفورت ويينا. بدأ بنشر الرسوم الكاريكاتورية في الصحيفة اليومية الكلمة الحرة Freies Wort, وذلك في بداية التسعينيات من القرن العشرين لفترة قصيرة. ومنذ ذلك الحين وهو يعمل في دار نشر رابه RAABE المتخصصة في الكتب الدراسية وعمل كذلك معلما. ومنذ بداية عام 2001 صدرت العديد من منشوراته الخاصة في شكل كتب.

## من أعماله
- الأسرار الأخيرة للدكتور فاوست 2001
- فابلات (في ثلاثة أجزاء نشرت في أعوام 2002 و 2005 و 2006)
- كذبة البارون مونشهاوزن الحقيقية ..مولد أسطورة 2006